# Tag der Erfinder
Der Tag der Erfinder wird in verschiedenen Ländern an unterschiedlichen Tagen gefeiert. In Deutschland, Österreich und der Schweiz ist am 9. November, dem Geburtstag der Erfinderin und Hollywoodschauspielerin Hedy Lamarr, der Tag der Erfinder.
Laut Internetpräsentation verfolgen die Veranstalter mit dem Tag der Erfinder folgende Ziele:
- Mut zu eigenen Ideen und zur Veränderung
- Erinnern an vergessene Erfinder
- Erinnern an große Erfinder, die unser Leben verbessert haben
- Den Ruf zeitgenössischer Erfinder und Visionäre verbessern
- Zur Mitarbeit an unserer Zukunft aufrufen

Der Tag der Erfinder ist eine Initiative von Gerhard Muthenthaler und Marijan Jordan, zwei Berliner Unternehmern.

## Internationale Erfindertage
Der National Inventors’ Day wurde in den USA von Präsident Ronald Reagan per Proklamation am 11. Februar 1983, anlässlich des Geburtstages von Thomas Alva Edison, dem an Zahl der Patente erfolgreichsten amerikanischen Erfinder aller Zeiten, ausgerufen.
In Argentinien wird seit 1986 der 29. September, der Geburtstag des Kugelschreiber-Erfinders László József Bíró, als Tag der Erfinder gefeiert.